# 車道

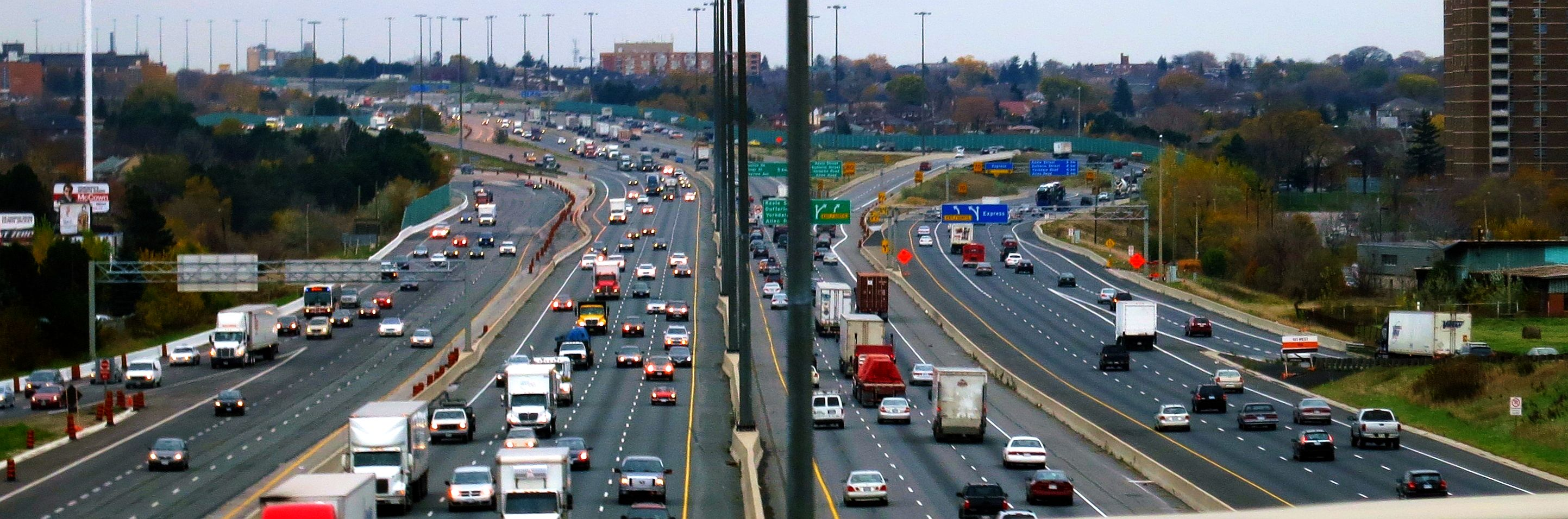
加拿大大多倫多地區的安大略401號省道，圖中可見十餘條車道並列配置，並以劃分島區分公路等級與通行方向。

車道，又稱行車線、車行道，是供車輛行經的道路。在一般公路和高速公路都有設置，高速公路對車道使用帶有法律上的規則，例如內側車道和外側車道。

## 劃分島
劃分島是實體分隔車道的必要設施，依不同位置可區分公路等級並細分為不同車道。
中央分隔島是常見的劃分島種類之一，道路兩旁設置柵欄或實體分隔與否，就可分類為高快速公路與一般公路。
一般公路設置劃分島可區隔快慢車道，作車種通行限制，並在車道上設立號誌時相警示，以方便各車種分流，並在直行與轉向時不衝突。
依據中華民國道路交通安全規則第102條第1項第6款：
設有劃分島劃分快慢車道之道路，在慢車道上行駛之車輛不得左轉，在快車道行駛之車輛不得右轉彎。但另設有標誌、標線或號誌管制者，應依其指示行駛。

## 高速公路的車道(台灣)
在高速公路上有內側車道和外側車道的劃分，中華民國（台灣）的交通法規有明定，內側車道是讓時速趕超90公里以上或最高時速的小型車飛奔疾駛；外側車道則是讓時速低於80公里的緩慢行進。此外，還有以下的車道分類：
- 中線車道
- 中外車道
- 中內車道
- 加速車道
- 減速車道
- 輔助車道[3]

## 快速公路的車道
封閉式道路：使用高架橋或車行地下道等實體分隔方式之道路，依中華民國內政部市區道路及附屬工程設計規範，每車道寬度以 3.5 公尺以上為宜，最小不得小於 3.25 公尺。

## 一般公路上的車道
中華民國道路交通標誌標線號誌設置規則第183-1條第1項：
快慢車道分隔線，用以指示快車道外側邊緣之位置，劃分快車道與慢車道之界線。其線型為白實線，線寬為十公分，除臨近路口得採車道線劃設，並以六十公尺為原則外，應採整段設置，但交岔路口免設之。
該白實線左側為快車道。右側為慢車道。
一、快車道：
依中華民國道路交通安全規則第98條、第99條、第124條，供汽車（包含機車）行駛，大型汽車在同向三車道以上之道路，除準備左轉彎外，不得在內側車道行駛，小型汽車與大型重型機車內外側車道均可行駛。
機車在未劃分快慢車道之道路，應在最外側二車道行駛；在已劃分快慢車道之道路，雙向道路應在最外側快車道及慢車道行駛；單行道道路應在慢車道及與慢車道相鄰之快車道行駛。（有爭議法規）
二、慢車道：
依中華民國道路交通安全規則第95條、第99條、第124條，供機車與慢車行駛，汽車與大型重型機車除起駛、準備轉彎、準備停車或臨時停車，不得行駛慢車道。但設有快慢車道分隔島之道路不在此限，本標線得視需要於慢車道由左至右併排繪設機車圖案及自行車圖案，每過交岔路口入口處標繪之，路段中每超過五百公尺得加繪一組。
三、車種專用車道：
依中華民國道路交通標誌標線號誌設置規則第174條，車種專用車道標線，用以指示僅限於某車種行駛之專用車道，其他車種及行人不得進入。
本標線由白色菱形劃設之，菱形之二對角線分別為縱向長二百五十公分，橫向長一百公分，線寬十五公分。自專用車道起點處開始標繪，每隔三十至六十公尺標繪一組，每過交岔路口或路段中入口處均應標繪之，並於每兩個菱形中間，縱向標寫白色車種專用車道標字或圖示配合使用。高乘載車輛專用車道線之間距得放大為一至二公里。
本標線車道與車道間應以雙白實線或雙黃實線分隔，自行車專用車道線得劃設於騎樓以外之人行道。允許專用車種進、出相鄰專用道之其他車道時，應以單邊禁止變換車道線劃設，線寬十公分、間隔十公分，並得加繪專用車道管制時間。
四、行車方向專用車道：
依中華民國道路交通標誌標線號誌設置規則第176條，行車方向專用車道標字，設於接近交岔路口之行車方向專用車道上，得視需要配合禁止變換車道線使用。用以指示該車道車輛行至交岔路口時，應遵照指定之方向左彎、右彎或直行。
歐洲國家常有右車道行駛原則（Rechtsfahrgebot （页面存档备份，存于）），要求車輛必須儘量行駛外側車道，除非要超車否則禁行內側車道，違反者有罰款。台灣沒有此原則，道路交通安全規則98條僅規定「小型汽車內外側車道均可行駛，行駛速度較慢時，應在外側車道行駛，但不得任意變換車道行駛。」
在開放式道路上，台灣有著全球特有的「禁行機車」及「車種分流」，此二措施均為其他國家之極少能見。正確的分流應為「車向分流」，右轉靠右、左轉靠左，此乃正確的轉彎方式，而非將機車排擠到「慢車道」，避免車輛交織而實施二段式左轉，與真實上的慢車爭道，更加造成危險。
交通管理上的「車向分流」，應在快慢車道之間設立交通島，路廊寬度受限除外，各車種於路口轉彎前，需提前駛入輔助車道(必然車輛交織)，以達到車速分流，快車道上禁止直接右轉。
- 路肩
- 柏油路上鋪設的自行車道

## 外部連結
- 金山詞霸漢語 - 車道
- N詞酷 - driveway[永久]
- 泸溪3.4亿元建设双向六车道公路[永久]